# Keith Urban
Keith Lionel Urban (ur. 26 października 1967 w Whangarei w Nowej Zelandii) – australijski piosenkarz country, gitarzysta, zdobywca dwóch nagród Grammy, który sukcesy komercyjne odniósł głównie w Stanach Zjednoczonych.

## Życiorys
Dorastał w Australii, niedaleko Brisbane. Jego rodzice byli miłośnikami kultury amerykańskiej, zwłaszcza właśnie muzyki country. W wieku sześciu lat zaczął grać na gitarze, w wieku lat ośmiu dał pierwszy koncert. W 1992 roku opuścił Australię, by w Stanach Zjednoczonych, na większym rynku, zaprezentować swą muzykę. Po kilku latach w drodze, w tym koncertowaniu bez większego rozgłosu, podpisał kontrakt z Capitol Records. Nastąpiły wielkie sukcesy, trzy albumy solowe, które wydał, sprzedano w 5 milionach egzemplarzy w trzech tylko krajach: USA, Kanadzie i Australii. W 2002 roku wydał album Golden Road (zawiera przeboje Somebody Like You, Song for Dad...), w 2004 roku Be Here (znany singiel Days Go By).
Magazyn Country Weekly uznał go za "najseksowniejszego mężczyznę w muzyce country". 25 czerwca 2006 roku poślubił w Australii słynną aktorkę Nicole Kidman, której zadedykował piosenkę Once in a Lifetime, promującą album Love, Pain & the Whole Crazy Thing z listopada 2006 roku. W roku 2007 odbył światowe tournée (miasta amerykańskie, Anglia, Niemcy, Australia).
Pod koniec 2006 roku odbył terapię antynarkotykową. W latach 90. był uzależniony od kokainy.

## Dyskografia

### Albumy studyjne
- Keith Urban (1991) - wydany w Australii
- Keith Urban (1999)
- Golden Road (2002)
- Be Here (2004)
- Love, Pain & the Whole Crazy Thing (2006)
- Defying Gravity (2009)
- Get Closer (2010)
- Fuse (2013)
- Ripcord (2016)

### Kompilacje
- Days Go By (2005)
- Greatest Hits: 18 Kids (2007) - ponownie wydane w 2008 r. jako Greatest Hits: 19 Kids, z jednym dodatkowym utworem
- The Story So Far (2012)

### Single - hity
- But for the Grace of God
- Somebody Like You
- Who Wouldn't Wanna Be Me
- You'll Think of Me
- Days Go By
- You're My Better Half - w Kanadzie
- Making Memories of Us
- Better Life
- Once in a Lifetime - w Kanadzie
- Stupid Boy - w Kanadzie
- I Told You So - w Kanadzie
- You Look Good in My Shirt
- Sweet Thing
- Kiss a Girl - w Kanadzie
- Only You Can Love Me This Way
- 'Til Summer Comes Around- w Kanadzie